# Виноградов, Юрий Алексеевич
Ю́рий Алексе́евич Виногра́дов (род. 12 сентября 1950, д. Илюхино, Рыбинский район, Ярославская область) — советский и российский археолог и скифолог, специалист по античной археологии Северного Причерноморья, взаимоотношениям греков и варваров в Северном Причерноморье. Доктор исторических наук, заведующий Отделом истории античной культуры Института истории материальной культуры РАН.

## Биография
Родился в 1950 году в деревне Илюхино Рыбинского района Ярославской области. Отец, ветеран Великой Отечественной войны, работал в леспромхозе. В 1961 году семья переехала в Зеленогорск.
После неудачной попытки поступления в Ленинградский политехнический институт работал с отцом на строительстве гостиницы в посёлке Репино. В 1969 году призван в армию, попал в школу сержантов. В 1971 году поступил на исторический факультет ЛГУ им. А. А. Жданова. Занимался на скифо-сарматском семинаре Д. А. Мачинского и М. Б. Щукина, участвовал в раскопках Илурата, боспорской крепости I—III вв. н. э. Среди его учителей были И. Г. Шургая, Е. Г. Кастанаян, А. Н. Щеглов, К. К. Марченко.
В 1976 году окончив университет, начал работать в Ленинградском отделении Института археологии АН СССР (с 1991 года — Институт истории материальной культуры РАН) в качестве стажера-исследователя. В середине 80-х годов читал курс по античной археологии Средиземноморья в ЛГУ. В 1990 году под руководством И. Г. Шургая защитил кандидатскую диссертацию «Особенности греко-варварских взаимодействий на Боспоре в VI—III вв. до н. э.». В 2002 году защитил докторскую диссертацию «Греки и варвары на Боспоре Киммерийском в доримскую эпоху». В 2006—2012 годах — заведующий Отделом истории античной культуры ИИМК РАН.
С 1982 года возглавлял Мирмекийский, с 1998 г. — Бугазский отряд Боспорской экспедиции. С 1985 года проводил раскопки в составе Советско-Йеменской комплексной экспедиции на юге Аравийского полуострова и острове Сокотра.
Среди учеников Ю. А. Виноградова: А. М. Бутягин, заведующий сектором античной археологии Северного Причерноморья Эрмитажа; Д. Е. Чистов и др.

## Научная деятельность
Область научных интересов — античная культура Средиземноморья и Причерноморья, Боспор Киммерийский, греко-варварские взаимоотношения, военное дело Древней Греции и Рима, древние культуры юга Аравии.
Монография «„Там закололся Митридат…“. Военная история Боспора Киммерийского в доримскую эпоху (VI—I вв. до н. э.)» (2004) посвящена политической истории одного из греческих государств Северного Причерноморья, возникших в результате греческой колонизации, — Боспора Киммерийского от возникновения Боспорского государства до установления римского владычества после победы Рима над Понтийским царством. Работа написана на основе анализа письменных источников (Страбона, Полиэна, Аппиана) и данных археологии (находи оружия, воинские захоронения, надгробия, фортификационные сооружения). Авторы рассматривают проблему сосуществования греков и варваров, особенности военного дела скифов и синдо-меотов, описывают процесс создания Боспорской державы, ее развитие при Спартокидах, включение в состав государства Митридата VI Евпатора и отношение к Митридатовым войнам. Анализируются организация и состав боспорской армии, ее комплектование, соотношение конницы и пехота, особенности наступательного и защитного вооружения, стратегия и тактика. Автор останавливается на правлении Фарнака и попытке возрождения державы Митридата Евпатора, отношениях с Римом, вторжении варваров и разрушение системы обороны государства.
Камерное исследование «Большой лекиф Ксенофанта» (2007) посвящено античной вазе из собрания Эрмитажа — лекифу афинского мастера Ксенофанта (ок. 380 г. до н. э.). Анализ декора сосуда и письменных источников приводит автора к выводу о его ритуальном назначении и использовании в погребальной церемонии.
В 2010-е годы Виноградов опубликовал несколько историографических работ, посвященных истории археологических исследований Боспора. Монография «Страницы истории боспорской археологии. Эпоха Императорской археологической комиссии (1859—1917)» (2012) рассматривает деятельность Императорской археологической комиссии (1859—1917) по изучению древностей Боспора Киммерийского. Исследователь выделяет период формирования комиссии. Затем следует т. н. строгановский период (1859—1881), связанный с организацией раскопок А. Е. Люценко и С. Г. Строгановым. В этот период изучались боспорские курганы от Юз-Обы до Большой Близницы, памятники Таманского полуострова, погребальные памятники на Керченском полуострове, на Нижнем Дону, боспорские городища. Следующий период связан с именем А. А. Васильчикова (1882—1886) и раскопками С И. Веребрюсова, Н. П. Кондакова, Ф. И. Гросса. Период до конца XIX в. соотнесен автором с A.A. Бобринским, а также с К. Е. Думбергом, Ю. А. Кулаковским. В начале XX века ведутся раскопки в Керчи под руководством В. В. Шкорпила. Завершается исследование на событиях 1917 года, приведших к возникновению Академии истории материальной культуры в первые годы советской власти.

## Основные работы
Книги
- «Там закололся Митридат…» Военная история Боспора Киммерийского в доримскую эпоху (VI—I вв. до н. э.) СПб.: Петербургское востоковедение; М.: Филоматис, 2004. 193, [3] с.
- Мирмекий в свете новых археологических исследований. СПб., 2006 (в соавт. с А. М. Бутягиным).
- Счастливый город в войне. Военная история Ольвии Понтийской (VI в. до н. э. — IV в. н. э.). СПб.: Петербургское Востоковедение, 2006. 251, [4] с.
- Большой лекиф Ксенофанта. СПб.: Изд-во Гос. Эрмитажа, 2007. 62, [1] с.
- Военная история и военное дело Боспора Киммерийского (VI в. до н. э. — III в. н. э.). СПб., 2009. (в соавт. с В. А. Горончаровским)[6].
- Юз-Оба. Курганный некрополь аристократии Боспора. Т. I. История изучения и топография. Симферополь-Керчь, 2012. (в соавт. с В. Н. Зинько, Т. Н. Смекалова).
- Страницы истории боспорской археологии. Эпоха Императорской археологической комиссии (1859—1917). Боспорские исследования. Вып. XXVII. Симферополь-Керчь, 2012.
- Курганный некрополь аристократии Боспора. Т. II. Курганы на мысе Ак-Бурун. Симферополь-Керчь, 2014. (в соавт. с А. М. Бутягиным).
- Древности Боспора Киммерийского в рисунках К. Р. Бегичева и Ф. И. Гросса (по материалам Научного архива ИИМК РАН). Боспорские исследования. Supplementum 17. Симферополь-Керчь, 2017. 310 с.[7]

Статьи
- Об одном из маршрутов военных походов и сезонных миграций кочевых скифов // ВДИ. 1980. № 4. С. 155—161.
- Ранняя оборонительная стена Мирмекия // ВДИ. 1994. № 1. С. 54-63 (в соавт. с С. Р. Тохтасьевым).
- Некоторые дискуссионные проблемы греческой колонизации Боспора Киммерийского // ВДИ. 1995. № 3. С. 152—160.
- Природный фактор в развитии Боспора в скифскую эпоху (VI—IV вв. до н. э.) (некоторые аспекты изучения) // ВДИ. 1996. № 3. С. 77-88.
- Курганы варварской знати V в. до н. э. в районе Боспора Киммерийского // ВДИ. 2001. № 4. С. 77-87.